# Claudia Scampoli
Claudia Scampoli (5 de abril de 2000) é uma jogadora de vôlei de praia italiana.

## Carreira
Com Anna Piccoli, Scampoli atingiu os quartos de final no Campeonato de Europa Sub-18 em Brno em 2016 e no campeonato sub-20 em Vulcano em 2017. No Campeonato de Europa Sub-18 em Cazã melhorou num lugar seu resultado do ano anterior. Sua sócia era Chiara Mason. Em 2018, Claudia Scampoli e Nicol Bertozzi ganharam a medalha de prata nos Jogos Olímpicos da Juventude em Buenos Aires e um ano depois os dois italianos atingiram as semifinais do Campeonato de Europa U20 em Gotemburgo. Scampoli conseguiu o nono posto com diferentes sócios nos seguintes três Campeonatos de Europa sub-22. Em Antália 2019 começou com Dalila Varrassi, em Esmirna 2020 com Chiara They e em 2021 competiu com Valentina Gottardi em Baden.

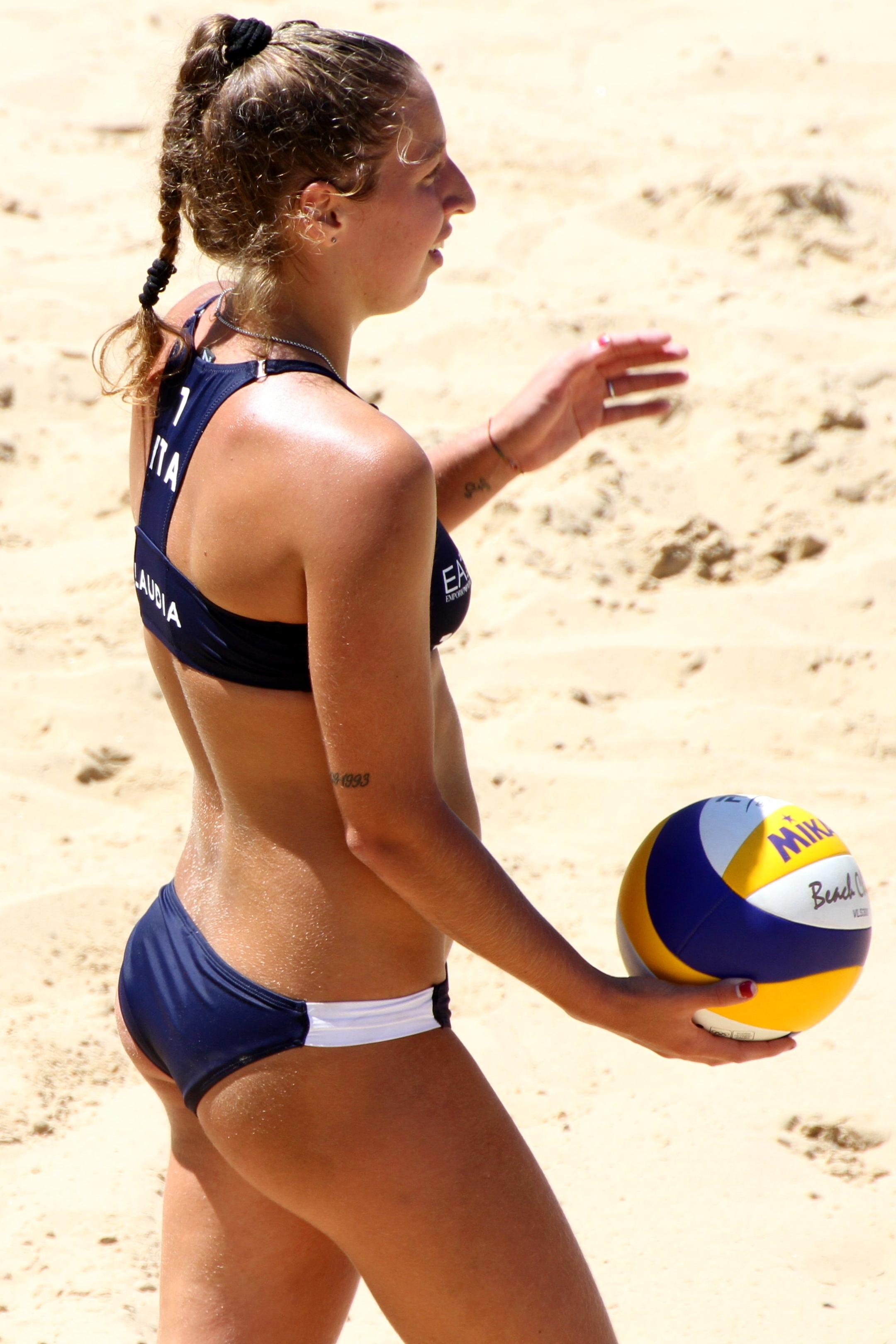
Scampoli nos Jogos Olímpicos da Juventude de 2018 em Buenos Aires.

Na categoria sênior, Scampoli e Alice Gradini ocuparam o quarto lugar no torneio de 2 estrelas de Agadir em 2018, e na final do World Tour um ano depois em Roma, ela e Claudia Puccinelli terminaram vigésimo quintas. Na capital italiana também conseguiu seu maior sucesso até a data quando ela e Margherita Bianchin ficaram terças no grupo do Mundial de Vóley Praia de 2022 e derrotaram aos chilenas Rivas Sapata e Chris em três sets na rodada do lucky loser. Na primeira rodada principal, as atletas italianas conseguiram uma vitória sobre fraterniza-las gémeas canadianas Megan e Nicole McNamara. Após perder ante seus compatriotas italianos Menegatti / Gottardi em oitavos de final, Scampoli e Bianchin terminaram empatados no nono lugar na final. No Campeonato de Europa de Munique, Bianchin e Scampoli perderam seu primeiro partido da fase de grupos contra as eslovenas Tjaša Kotnik e Tajda Lovšin, depois do qual se classificaram para a primeira rodada principal com uma vitória sobre as austriacas Dorina e Ronja Klinger. Ali derrotaram às alemãs Cinja Tillmann e Svenja Müller em três sets dantes de perder ante as outras alemãs Julia Sue e Karla Borger. As atletas italianas atingiram o mesmo já que no Campeonato do Mundo.